# Bournonville
Bournonville település Franciaországban, Pas-de-Calais megyében. Lakosainak száma 226 fő (2022. január 1.). Bournonville Henneveux, Menneville, Selles, Alincthun, Brunembert, Crémarest és Desvres községekkel határos.

## Népesség
A település népességének változása:
| Lakosok száma | 243  | 247  | 249  | 240  | 237  | 233  | 231  | 229  | 226  |
|               | 2013 | 2015 | 2016 | 2017 | 2018 | 2019 | 2020 | 2021 | 2022 |